# Hempansaari
Hempansaari är en ö i Finland. Den ligger i sjön Nisosjärvi och i kommunen Kuortane i den ekonomiska regionen  Kuusiokunnat  och landskapet Södra Österbotten, i den centrala delen av landet, 300 km norr om huvudstaden Helsingfors. Öns area är 0,7 hektar och dess största längd är 130 meter i nord-sydlig riktning.